# خنت حاب
خنت حاب أو خنت حابي (و يعني اسمها مغنية الإله حابي) ملكة مصرية قديمة ، يعتقد أنها عاشت خلال الأسرة الأولى . و شخصيتها التاريخية غامضة جدا، حيث لا توجد مصادر معاصرة لها تذكر اسمها ، انما تظهر مرة واحدة فقط في نقش في وقت بعد فترة الأسرة الأولى بكثير.

## الأدلة
ما زال علماء المصريات و المؤرخون يناقشون من هي خنت حاب كشخصية تاريخية. فطباعات الأختام المسجلة من مقابر الأسرة الأولى في أبيدوس لم تذكرها مطلقاً ، و هي تظهر فقط في نقش على حجر باليرمو، وهي عبارة عن لوحة حجرية مصنوعة من حجر الشيست الأسود الذي يعدّد الملوك من نعرمر (الأسرة الأولى) حتى الملك نفر إر كارع (الأسرة السادسة). بالإضافة إلى ذلك، يذكر الحجر أم كل ملك من الملوك. و يذكر النقش اسم خنت حاب، ولكنه لا يسجل أياً من ألقابها (باستثناء أنها «أم»).

## السيرة الذاتية
النقش على جزء القاهرة من حجر باليرمو يصف خنت حاب كأم الملك جر. جويس تيلدسلي تعتقد أن خنت حاب كانت زوجة الملك حور عحا و أن حفيدها كان الملك جيت ، لأن جيت يعتقد أنه ابن الملك جر (ابن عحا). سيلك روث بدلا من ذلك يعتقد أن خنت حاب كانت زوجة الملك تيتي الأول، الملك المذكور في لوحة سقارة وفي القائمة الملكية في تورينو. و في وقت لاحق ، يوصف بأنه الحاكم الذي جلس على العرش المصري لمدة سنة واحدة فقط و 45 يوما.
اسم خنت حاب قد يشير إلى دور ديني و عبادي لهذه السيدة خلال حياتها. فاسمها مرتبط بالإله حابي وقد يرتبط كذلك باللقب الملكي «ثور أمه».